# Vineyard Sound
Der Vineyard Sound vor der Küste des Bundesstaates Massachusetts in den USA ist die Verbindung von Rhode Island Sound im Westen und Nantucket Sound im Osten.
Er trennt die Insel Martha’s Vineyard von den Elizabeth Islands mit Cuttyhunk ganz im Südwesten und dem südwestlichen Teil von Cape Cod.